# Rolf Randall
Rolf Randall, född 5 januari 1905, död 17 juni 1974, var en norsk regissör, fotograf, författare och översättare.
Randall regisserade tre filmer: Jag var fånge på Grini (1946), Vi vil leve (1947) och Den evige Eva (1953). De två första regisserades och skrevs tillsammans med Olav Dalgard.
Han ligger begravd på Vestre gravlund i Oslo.

## Filmografi
Regi och manus
- 1946 – Jag var fånge på Grini
- 1947 – Vi vil leve
- 1953 – Den evige Eva